# Veredicto (programa de televisión chileno)
Veredicto fue un programa de televisión chileno, producido por Marketlink y trasmitido por Mega desde el 21 de febrero de 2007 hasta el 29 de julio de 2011. Su formato es similar al de Caso cerrado, de la cadena Telemundo, usando un estudio de televisión para recrear una corte en la que se resuelven problemas cotidianos. La conductora es la abogada Macarena Venegas, quien actúa como árbitro. Desde que fue estrenado hasta el 15 de abril de 2011, el programa fue emitido de lunes a viernes a las 14:00, sin embargo, a partir del 18 de mayo su transmisión se adelantó a las 12:00.
Veredicto fue estrenado junto a otros dos programas similares de diferentes canales. Estos fueron La jueza, de Chilevisión, y Tribunal oral de Canal 13, el cual dejó de exhibirse en septiembre de 2007. En el programa de Mega, al igual que los otros mencionados, los litigantes acuden voluntariamente y resuelven sus problemas en menos de veinte minutos.

## Formato
Veredicto es un programa muy similar al estadounidense Caso cerrado: dos litigantes, con un conflicto en común, acuden voluntariamente a la abogada Macarena Venegas para que ella intente resolver el problema. Ambos litigantes tienen su respectivo tiempo para dar su postura al caso, y luego de analizar todos los materiales, debe dar y comunicar la decisión final a los litigantes.
A diferencia de Caso cerrado, en este programa no se muestra agresión y hay menos evidencias y testigos. La abogada es más seria, fría y distante con los litigantes, manteniéndose rígida, a diferencia de la animada Ana María Polo.

## Final del programa
El viernes 29 de julio de 2011 se emitió el último capítulo del programa. De acuerdo a una entrevista de Macarena Venegas a Las Últimas Noticias, los ejecutivos de Mega decidieron retirar Veredicto de la programación por considerar que había cumplido un ciclo y no por los niveles de audiencia, los cuales bajaron de ocho a cinco (en promedio) desde que se cambió su horario de emisión en mayo de 2011. En su reemplazo quedó el programa Dr. TV. Sin embargo, a poco más de tres meses de haber sido sacado de pantalla, Veredicto volvió a ser emitido. La nueva temporada comenzó el miércoles 9 de noviembre a las 14:00 horas. Sin embargo, posteriormente fue nuevamente retirado de pantalla.

## Hechos destacables
En diciembre de 2007, Macarena Venegas viajó a Miami para grabar unos anuncios junto a Ana María Polo para promocionar Caso cerrado, que comenzaba a transmitirse por Mega tras varios años en La Red. Al llegar allá, fue invitada a participar como público y comentarista en un episodio, el cual fue emitido en mayo de 2008 por Mega, justo después de un capítulo especial de Veredicto en el que se mostró la entrevista que Venegas le realizó a Polo durante su visita a Chile en abril de ese año.
El 2 de abril de 2009, Veredicto recibió un reconocimiento de parte del Ministerio de Justicia por su capacidad para resolver problemas. Ese día, el propio ministro Carlos Maldonado le otorgó la distinción a Macarena Venegas en el programa matinal Mucho gusto.
Algunos personajes famosos que han participado como litigantes son el periodista Felipe Avello, la presentadora Patricia Maldonado, el presentador de televisión Roberto Nicolini y los alcaldes Alberto Undurraga y Johnny Carrasco, de Maipú y Pudahuel respectivamente.